# Franciszek Peisert
Franciszek Peisert (ur. 26 października 1886 w Rogaszycach, zm. 22 kwietnia 1940 w Katyniu) – kapitan administracji Wojska Polskiego, ofiara zbrodni katyńskiej.

## Życiorys
Urodził się 26 października 1886 roku w Rogaszycach, w powiecie ostrzeszowskim w rodzinie oberżysty. Przed 1892 rokiem rodzice przeprowadzili się do Dusiny pod Gostyniem, gdzie ojciec, Józef Peisert zajmował się handlem bydłem. Franciszek uczęszczał przez osiem lat do szkoły elementarnej w Gostyniu, a po jej ukończeniu pracował przez dwa lata w kasie powiatowej. W latach 1903–1906 był członkiem Towarzystwa Gimnastycznego „Sokół” w Gostyniu i brał czynny udział w pracy niepodległościowej. Pracował głównie z młodzieżą rzemieślniczą, kształcąc ją poprzez pogadanki z historii i literatury ojczystej. Walczył w I wojnie światowej i powstaniu wielkopolskim.
31 marca 1924 roku został awansowany na kapitana ze starszeństwem z dniem 1 lipca 1923 roku i 78. lokatą w korpusie oficerów administracyjnych, dział gospodarczy. W 1928 roku pełnił służbę w 16 pułku artylerii polowej w Grudziądzu na stanowisku płatnika.
W 1934 roku pozostawał w ewidencji Powiatowej Komendy Uzupełnień Grudziądz.
W czasie kampanii wrześniowej 1939 roku dostał się do niewoli radzieckiej. Przebywał w obozie w Kozielsku. Wiosną 1940 roku został zamordowany przez funkcjonariuszy NKWD w Katyniu i tam pogrzebany. Rozpoznany podczas ekshumacji w 1943, nr AM 882 Od 28 lipca 2000 roku spoczywa na Polskim Cmentarzu Wojennym w Katyniu.
5 października 2007 roku Minister Obrony Narodowej Aleksander Szczygło mianował go pośmiertnie do stopnia majora. Awans został ogłoszony 9 listopada 2007 roku, w Warszawie, w trakcie uroczystości „Katyń Pamiętamy – Uczcijmy Pamięć Bohaterów”.
Był żonaty i miał pięcioro dzieci.

## Odznaczenia
- Medal Pamiątkowy za Wojnę 1918–1921
- Medal Dziesięciolecia Odzyskanej Niepodległości
- Medal „Za udział w wojnie obronnej 1939” (15 lipca 1996)[9]